# طاهر زکریا
طاهر زکریا (انگلیسی: Taher Zakaria؛ زادهٔ ۲۲ اوت ۱۹۸۸) یک بازیکن فوتبال اهل قطر است.

## باشگاهی
از باشگاه‌هایی که در آن بازی کرده‌است می‌توان به السد، الشمال، الاهلی قطر، الریان اشاره کرد.

## تیم ملی
وی همچنین در تیم ملی فوتبال قطر بازی کرده است.